# Galium saxatile
Pour les articles homonymes, voir Hartz.
Espèce
Classification phylogénétique
Le Gaillet du Hartz, Gaillet du Harz ou Gaillet des rochers (Galium saxatile) est une petite plante vivace de la strate herbacée, de la famille des Rubiacées appartenant au genre Galium.
Synonyme
- Galium hercynicum Weigel

## Étymologie
Le nom « Harz, Hartz ou « harcynicum » en latin » est lié à celui des montagnes allemandes où ce gaillet était réputé pousser en abondance, montagnes autrefois couvertes par l'immense forêt hercynienne (ou forêt d'Orcynie) décrite par les géographes de l'Antiquité et Jules César lors de sa conquête des gaules. On peut supposer que cette plante y vivait dans les  éboulis, clairières et landes entretenues par les troupeaux de grands herbivores.

## Description

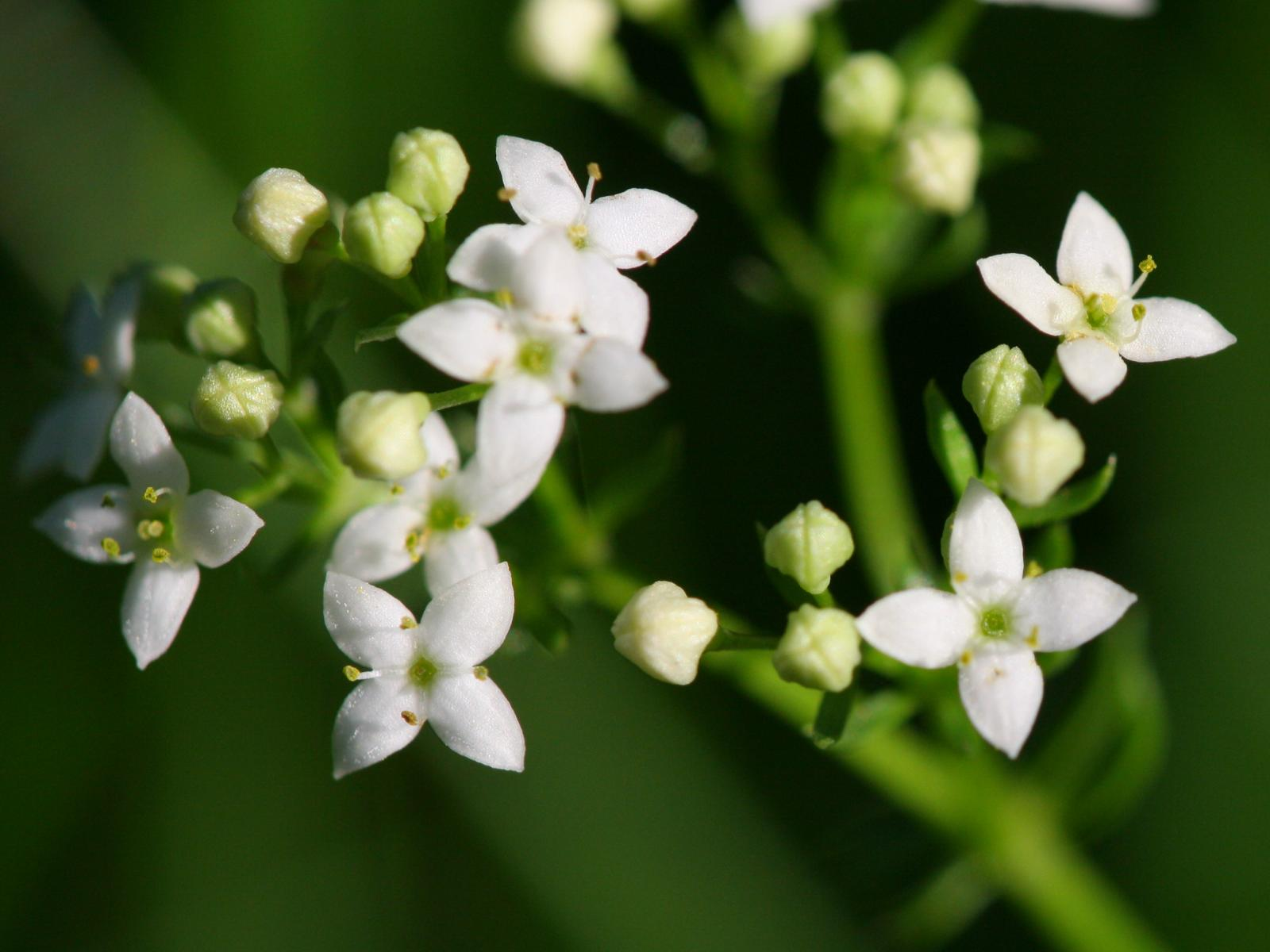
Fleurs

C'est une plante herbacée de 7 à 30 centimètres de long, au port plutôt rampant formant - dans de bonnes conditions - de larges touffes monospécifiques.
Les fleurs sont petites et blanches, de 2,5 à 4 mm.

## Habitat
Sols siliceux, argiles à silex sur landes acides, pelouses pâturées, forêt claire ou clairières d'Europe de l'Ouest.

Lorsque l'habitat lui convient, il produit des touffes denses, voire des tapis couvrant densément et de manière homogène jusqu'à plusieurs mètres carrés de sol. C'est une plante qui est volontiers pionnière.

## Reproduction.
Le gaillet des rochers est une plante anémophile qui produit au printemps, alors que les fleurs sont nombreuses, une abondante quantité de pollen qu'on peut voir s'envoler en un nuage blanchâtre lors de rafales de vent ou lorsque la touffe est effleurée par un animal ou le passage de quelqu'un. Si le milieu se ferme, en se couvrant par exemple d'une forêt dense, les pieds deviennent moins nombreux puis disparaissent. La plante peut réapparaître dans les clairières ou en lisière de boisements artificiels ou spontanés faits sur landes.

## Dénominations
- Allemand : Harzlabkraut, Harzer Labkraut
- Anglais : Heath Bedstraw